# Estação de Robinson
A Estação de Robinson é uma estação ferroviária francesa na linha de Sceaux, localizada no território da comuna de Sceaux, perto de Châtenay-Malabry e de Le Plessis-Robinson no departamento dos Altos do Sena, na região da Ilha de França.
É uma estação da Régie Autonome des Transports Parisiens (RATP), constituindo o terminal da linha B do RER (ramal B2).

## Localização
Ela leva o nome de um bairro que abrange quatro comunas: Sceaux, Fontenay-aux-Roses, Châtenay-Malabry e Le Plessis-Robinson.
A estação está realmente localizada em Sceaux, perto do limite da comuna de Châtenay-Malabry, e fica a 400 m das comunas de Fontenay-aux-Roses e de Le Plessis-Robinson.

## História
A estação foi inaugurada em 1893, durante a conversão de bitola padrão da antiga linha de Sceaux para bitola larga do sistema Arnoux, com ampliação e retificação de seu traçado. É hoje a estação terminal do ramal B2 do RER B.
A estação do antigo terminal, de 1846 a 1894, localizada no impasse du Marché, mais perto do centro da cidade de Sceaux, é hoje um edifício de apartamentos particulares.

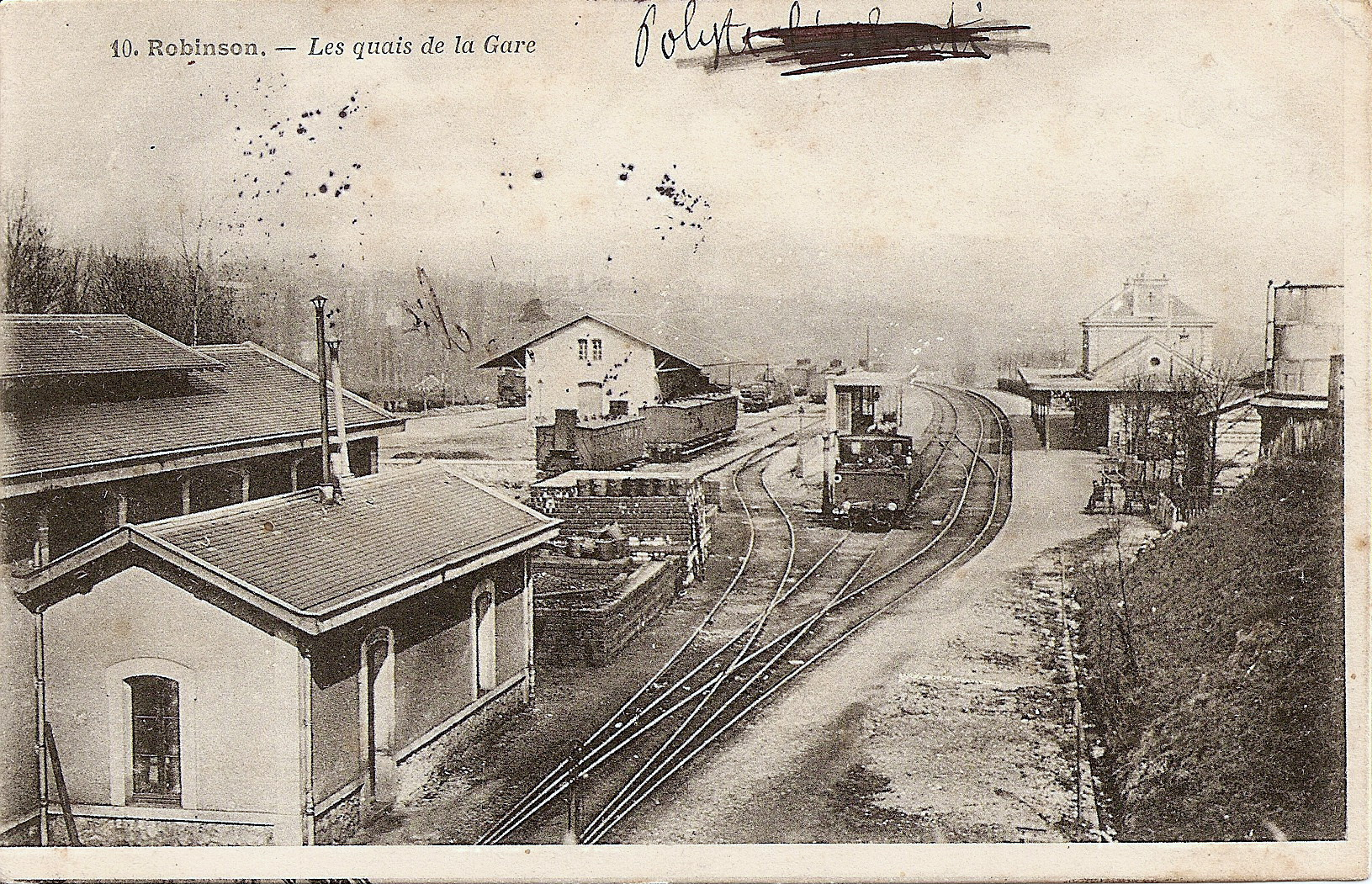
A estação de Robison, antes de 1904, durante o tempo de operação a vapor pela Compagnie du Chemin de fer de Paris à Orléans.
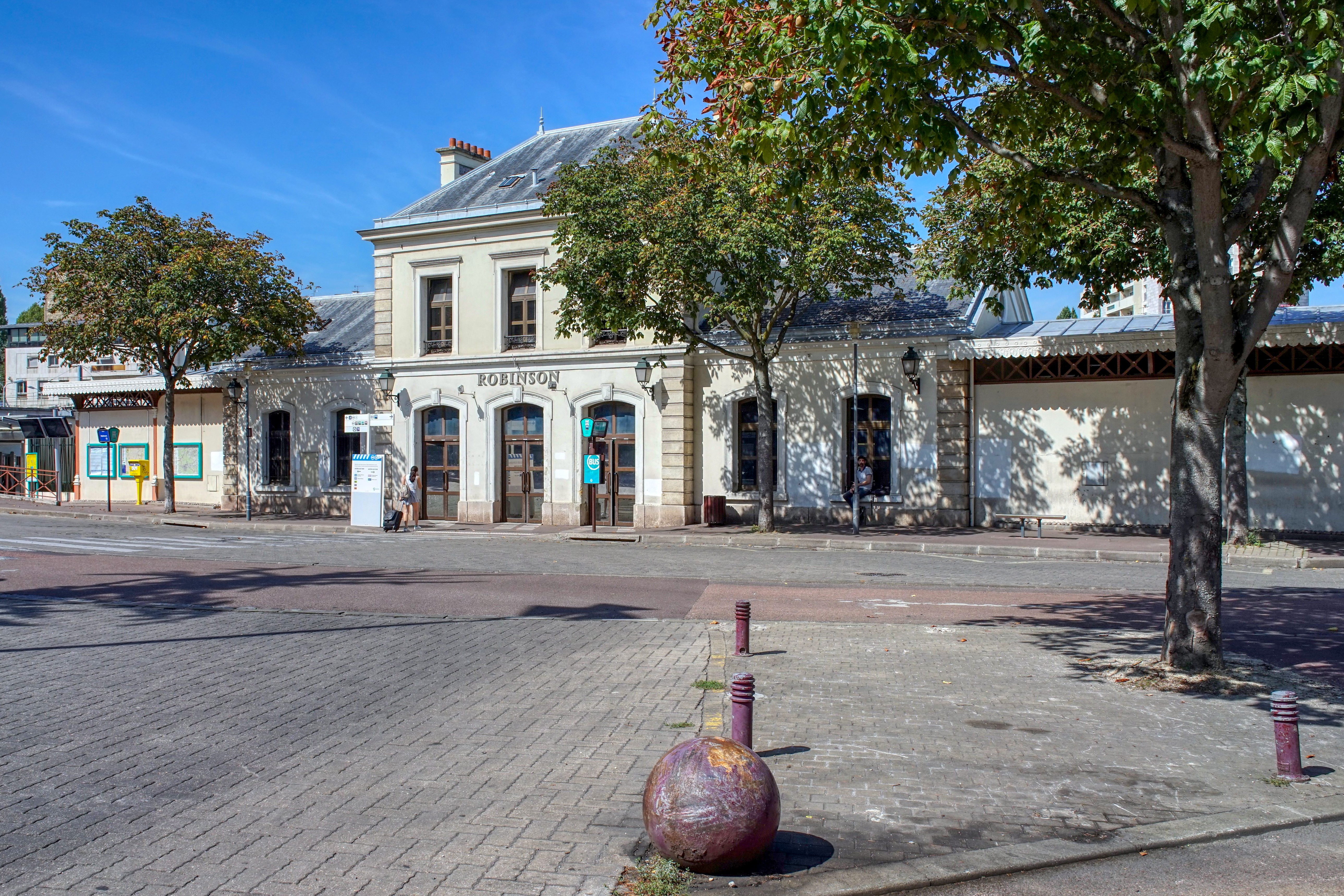
O edifício de passageiros de 1893.

Desde meados de 2019, a estação está em obras para requalificar os acessos e facilitar as conexões entre trens e ônibus.
Em 2019, 2 158 769 passageiros entraram nesta estação, o que a coloca na 47a posição das estações RER operadas pela RATP por sua frequência.

## Serviço aos passageiros

### Ligação
A estação é servida pelos trens do RER B, dos quais ela é um dos terminais do sul da linha.

### Intermodalidade
A estação é servida pelas linhas 128, 179, 192, 194, 195, 294, 395 e 595 da rede de ônibus RATP, pela linha 15 da rede de ônibus Bièvre, pela linha 14 da rede de ônibus Vallée Sud Bus, pelas linhas 117 e 118 da rede de ônibus Vélizy Vallées e, à noite, pela linha N63 da rede de ônibus Noctilien.

## Galeria de fotografias

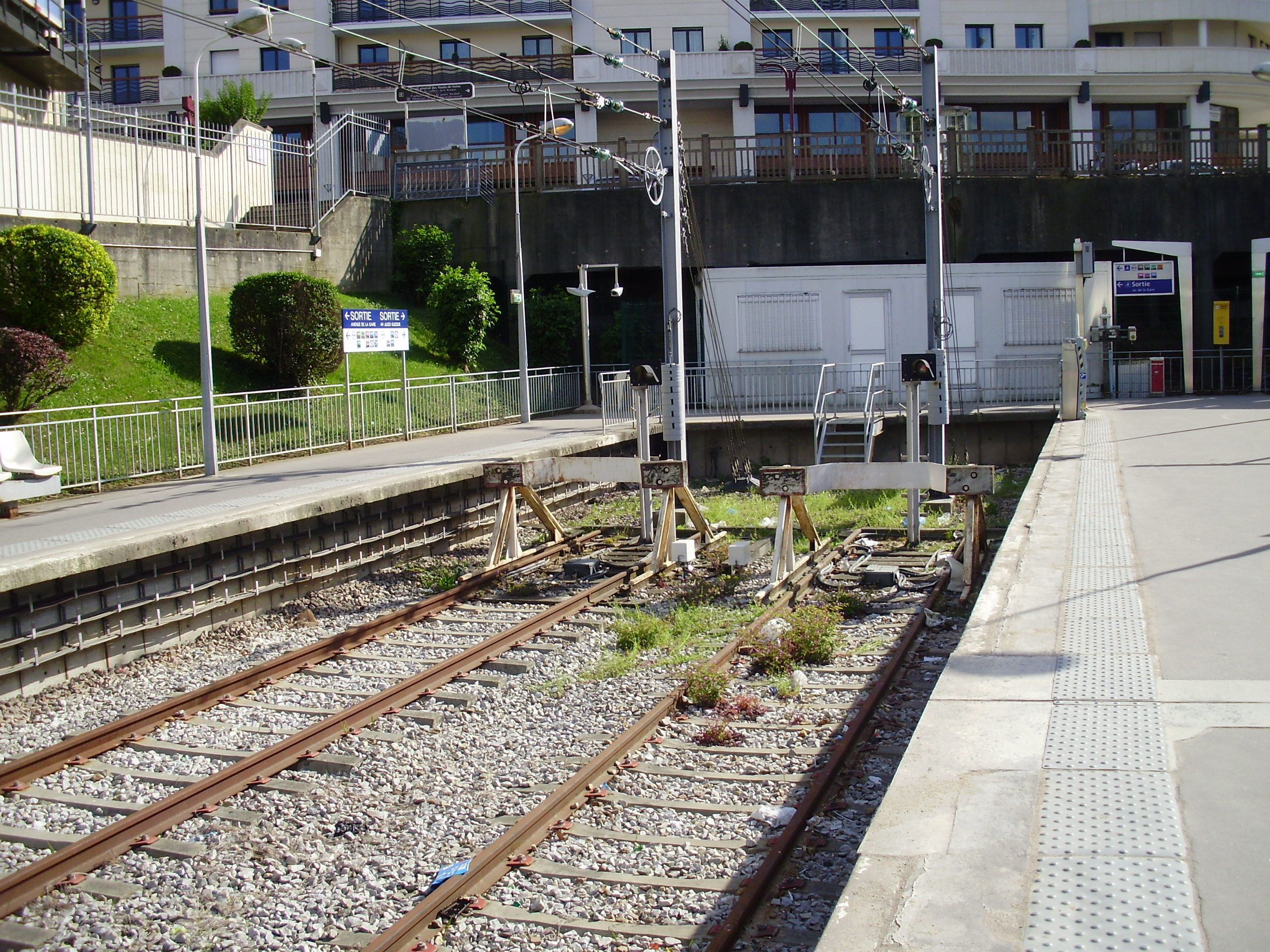
Aldravas das faixas 1 bis, à esquerda, e 2 bis, à direita.
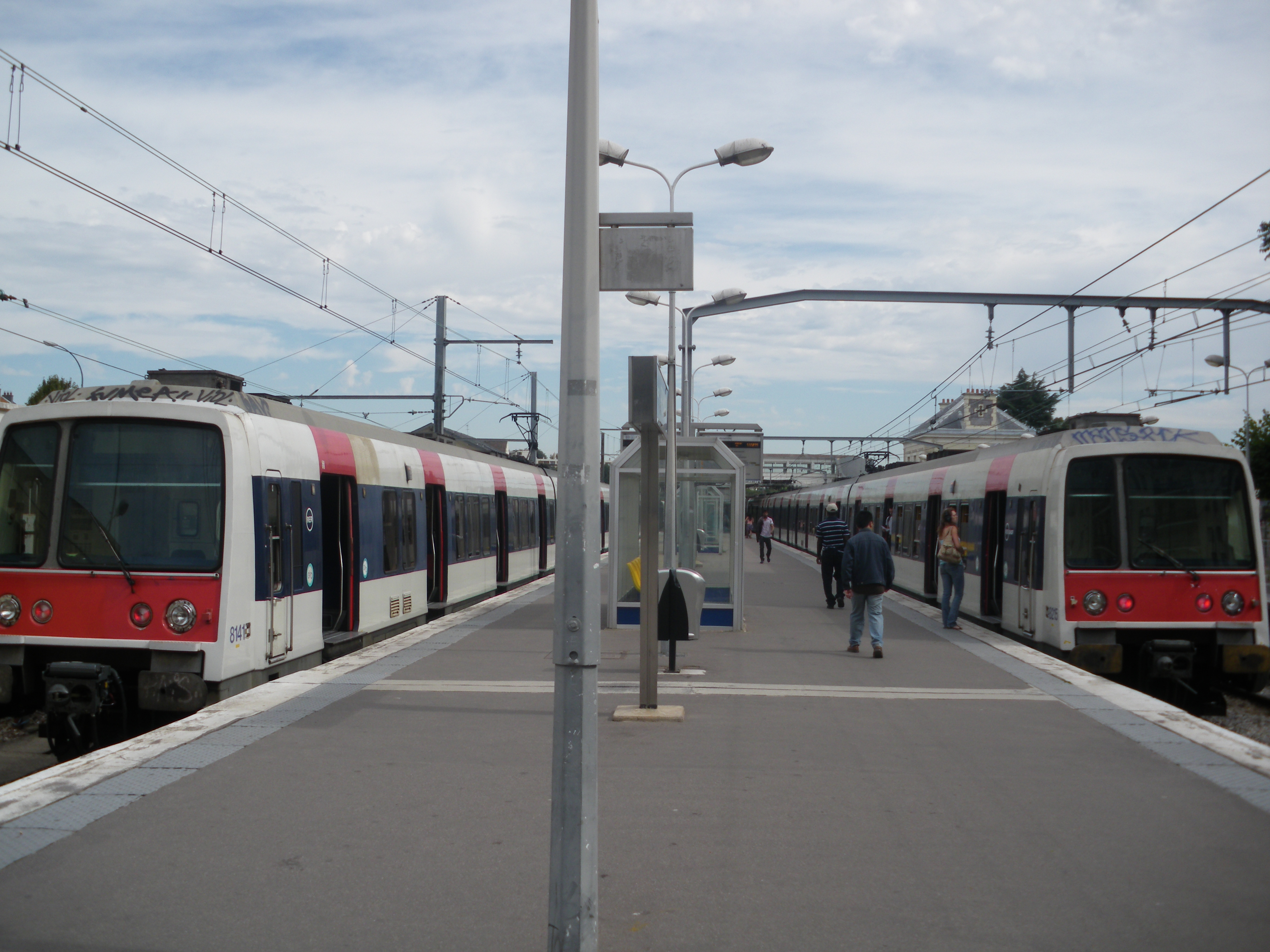
Dois trens MI 79 esperando perto das aldravas da estação.
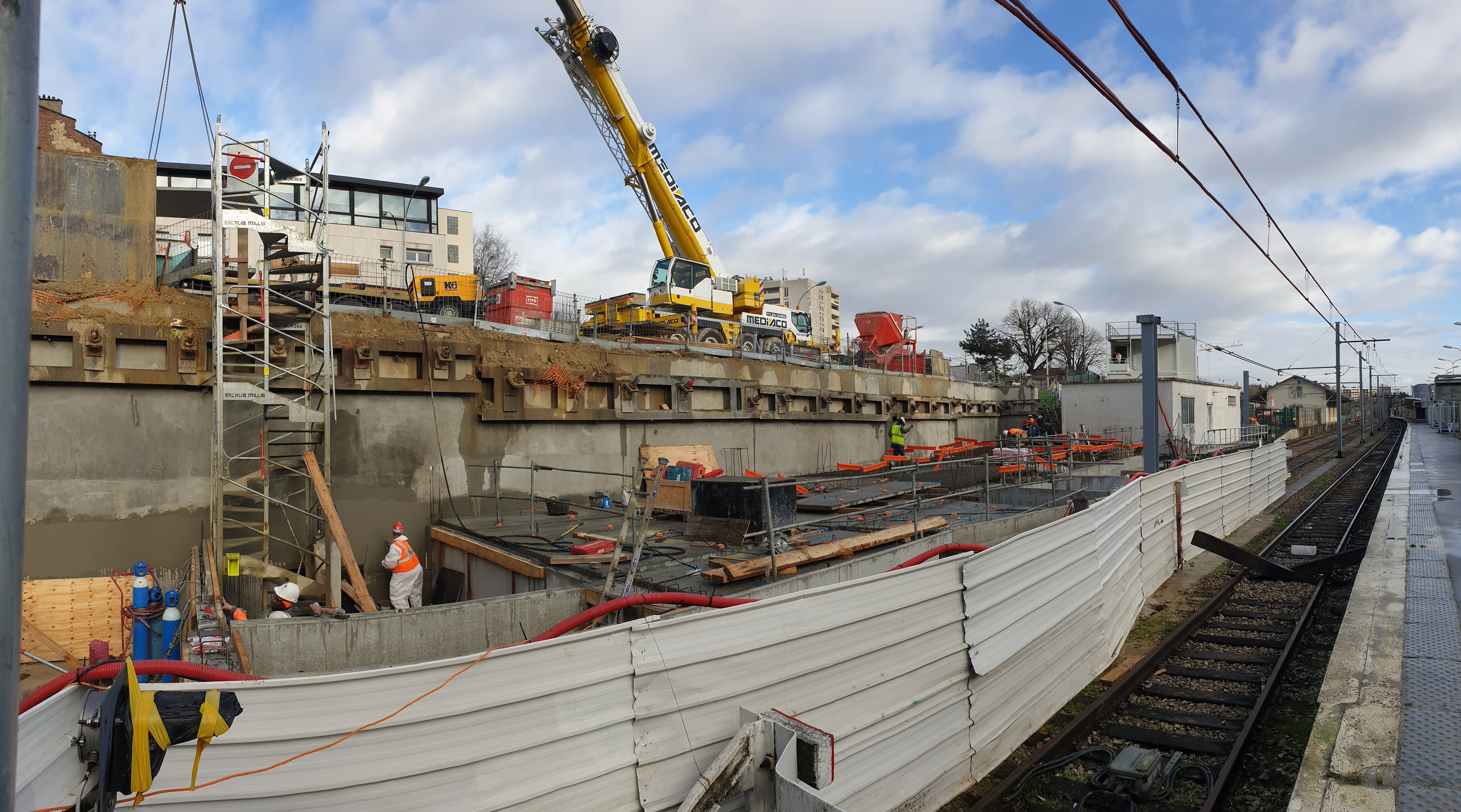
Obras em março de 2020.